# Octobre 1801

## Événements
- 1er octobre :
  - Début de l’expédition de Trutter et Somerville au Grikaland (fin en août 1802)[1].
  - Signature de préliminaires de paix à Londres entre la France et le Royaume-Uni[2].

- 4 octobre : traité de Paris entre l’Espagne et la Russie[2].

- 8 octobre : traité de Paris. Paix de la France avec la Russie[2].

- 9 octobre : préliminaires de Paris entre la France et la Turquie[3].

- 10 octobre : Charles-Maurice de Talleyrand-Périgord pour la France et le Comte de Markov pour la Russie concluent une convention secrète - dont le but est de consolider la paix de Lunéville et de garantir la sécurité de l'Europe - dont l'une des dispositions reconnaît et garantit l’indépendance et la constitution de la République des Sept-Îles, et conviennent qu’il n’y aura plus de troupes étrangères dans ces îles de la mer Ionienne[2].

- 16 octobre : constitution censitaire en République batave[4].

- 21 octobre : soulèvement de Port-la-Liberté en Guadeloupe. Les cultivateurs et les soldats noirs prennent le contrôle de la ville. Le général mulâtre Pélage est élu chef de l'armée et chasse les envoyés du gouvernement[5].

- 29 octobre : enlèvement du Prince, vaisseau anglais de la Compagnie des Indes, par les prisonniers français transportés à bord, au large de l'Île-de-France[6].

## Naissances
- 23 octobre : Albert Lortzing, compositeur allemand († 21 janvier 1851)

## Décès
- 20 octobre : Louis Gauffier, peintre français (° 10 juin 1762).